# Joe Dumars
Joe Dumars III (ur. 24 maja 1963 w Shrevenport, Luizjana) – amerykański koszykarz, grający na pozycji shooting guard (190 cm wzrostu), dwukrotny mistrz NBA z drużyną Detroit Pistons, mistrz świata z 1994.

## Kariera
Trafił do Detroit po ukończeniu McNeese State University w 1985, wybrany przez klub w pierwszej rundzie draftu z numerem 18. i spędził tam całą karierę koszykarską. Razem z Isiahem Thomasem, Dennisem Rodmanem czy Billem Laimbeerem tworzyli najlepszą drużynę końca lat 80., słynnych "Bad Boys" z Detroit Chucka Daly. Kulminacją kariery były dwa kolejne tytuły mistrzowskie w latach 1989 i 1990. W 1989 został wybrany MVP finału ligi, wygranego z Los Angeles Lakers 4-0. Karierę skończył w 1999
Zdaniem Michaela Jordana Dumars był najlepszym obrońcą, przeciwko jakiemu grał.
Mimo występów w klubie z Detroit, znanym z twardej gry, Dumars był zawodnikiem o dużej kulturze gry. Otrzymał pierwsze w historii wyróżnienie "NBA Sportsmanship Award", które od tej pory nosi jego imię "Joe Dumars Trophy".
Od 2000 pełni funkcję dyrektora ds. koszykarskich w swoim rodzimym klubie i walnie przyczynił się do zbudowania potęgi Pistons także w nowym tysiącleciu (m.in. mistrzostwo w 2004 i finał w 2005). Pod kierownictwem Dumarsa drużyna Pistons występuje nieprzerwanie w finale swojej konferencji od sześciu kolejnych lat (2003-2008). W 2003 został wybrany Menedżerem Roku (NBA Executive of the Year Award).
W 2006 wybrano go do Basketball Hall of Fame.

## Osiągnięcia
Na podstawie, o ile nie zaznaczono inaczej.

### NCAA
- Zawodnik roku konferencji Southland (1985)[2]
- Zaliczony do Akademickiej Galerii Sław Koszykówki (2006)[3]
- Drużyna McNeese State Cowboys zastrzegła należący do niego numer 4

### NBA
- 2-krotny mistrz NBA (1989, 1990)[4]
- MVP finałów NBA (1989)[4]
- 6-krotny uczestnik meczu gwiazd NBA (1990–1993, 1995, 1997[a])[6]
- Wybrany do:
  - I składu:
    - defensywnego NBA (1989, 1990, 1992, 1993)[7]
    - debiutantów NBA (1986)[8]

  - II składu:
    - NBA (1993)[9]
    - defensywnego NBA (1991)[7]

  - III składu NBA (1990-91)[9]
  - Koszykarskiej Galerii Sław (Naismith Memorial Basketball Hall Of Fame - 2006)[10]
- Zdobywca nagrody:
  - J. Walter Kennedy Citizenship Award (1994)[11]
  - NBA Sportsmanship Award (1996)[12]
- 2–krotny zawodnik tygodnia NBA (15.03.1992, 13.03.1994)[13]
- Klub Detroit Pistons zastrzegł należący do niego w numer 4[14]

### Reprezentacja
- Mistrz Świata (1994)[15]

### Menedżer
- Menedżer Roku (2003)[16]
- Mistrz NBA (2004)[4]
- Wicemistrz NBA (2005)[4]